# Qi Xin
 (décembre 2023).
La mise en forme du texte ne suit pas les recommandations de Wikipédia : il faut le « wikifier ».
Les points d'amélioration suivants sont les cas les plus fréquents. Le détail des points à revoir est peut-être précisé sur la page de discussion.
- Les titres sont pré-formatés par le logiciel. Ils ne sont ni en capitales, ni en gras.
- Le texte ne doit pas être écrit en capitales (les noms de famille non plus), ni en gras, ni en italique, ni en « petit »…
- Le gras n'est utilisé que pour surligner le titre de l'article dans l'introduction, une seule fois.
- L'italique est rarement utilisé : mots en langue étrangère, titres d'œuvres, noms de bateaux, etc.
- Les citations ne sont pas en italique mais en corps de texte normal. Elles sont entourées par des guillemets français : « et ».
- Les listes à puces sont à éviter, des paragraphes rédigés étant largement préférés. Les tableaux sont à réserver à la présentation de données structurées (résultats, etc.).
- Les appels de note de bas de page (petits chiffres en exposant, introduits par l'outil «  Source ») sont à placer entre la fin de phrase et le point final[comme ça].
- Les liens internes (vers d'autres articles de Wikipédia) sont à choisir avec parcimonie. Créez des liens vers des articles approfondissant le sujet. Les termes génériques sans rapport avec le sujet sont à éviter, ainsi que les répétitions de liens vers un même terme.
- Les liens externes sont à placer uniquement dans une section « Liens externes », à la fin de l'article. Ces liens sont à choisir avec parcimonie suivant les règles définies. Si un lien sert de source à l'article, son insertion dans le texte est à faire par les notes de bas de page.
- La présentation des références doit suivre les conventions bibliographiques. Il est recommandé d'utiliser les modèles {{Ouvrage}}, {{Chapitre}}, {{Article}}, {{Lien web}} et/ou {{Bibliographie}}. Le mode d'édition visuel peut mettre en forme automatiquement les références.
- Insérer une infobox (cadre d'informations à droite) n'est pas obligatoire pour parachever la mise en page.

Pour une aide détaillée, merci de consulter Aide:Wikification.
Si vous pensez que ces points ont été résolus, vous pouvez retirer ce bandeau et améliorer la mise en forme d'un autre article.
Qi Xin (chinois simplifié : 齐心 ; chinois traditionnel : 齊心), née le 3 novembre 1926, est une auteure chinoise et membre du Parti communiste chinois (PCC), qui a écrit divers articles sur son mari, le révolutionnaire communiste chinois Xi Zhongxun. Elle est la mère de Xi Jinping, actuel président de la république populaire de Chine et secrétaire général du Parti communiste chinois, également connu comme le leader suprême.

## Jeunesse
Qi Xin est née dans le comté de Gaoyang, Hebei, le 3 novembre 1926. Son père, Qi Houzhi (齐厚之), était le chef du bureau juridique de la Troisième Armée du gouvernement nationaliste pendant l'Expédition du Nord.
En 1938, pendant la seconde guerre sino-japonaise, Qi fréquentait un collège pour filles à Beiping, l'actuel Pékin. Après la prise de Beiping par l'armée japonaise, sa sœur aînée Yun (云) l'emmena dans le comté de Tunliu, Shanxi, où Yun rejoignait la 8e Armée de route. Yun envoya sa jeune sœur dans l'équipe d'écolières de l'Université militaire et politique anti-japonaise, qui avait ouvert une école secondaire à Tunli.
Plus tard au cours de l'hiver 1939, Qi fut transférée à la branche féminine de l'école des cadres du comté de Changzhi, où elle servit comme chef d'équipe. Elle a participé aux combats dans les villes de Yincheng et de Xihuo. Qi entra à l'École centrale du Parti communiste chinois en 1941, puis fut envoyée au collège de l'université de Yan'an en 1942. Elle épousa Xi Zhongxun en avril 1944, et après avoir obtenu son diplôme plus tard cette année-là, partit travailler dans un village rural.

## Carrière
En 1952, Qi a déménagé avec son mari à Pékin afin qu'il puisse occuper le poste de chef du département de propagande. En 1953, Qi s'inscrit à l'École Marx du communisme. Après avoir obtenu son diplôme, Qi a continué à travailler à l'institut, qui était situé assez loin de la maison familiale et obligeait son mari à s'occuper de leurs enfants. Qi a visité des écoles provinciales et départementales créées par le gouvernement communiste en tant que consultant. Il a été suggéré que cette position offrait à sa famille une relativement bonne protection pendant la Révolution culturelle, lorsque son mari avait été dénoncé, mais pas emprisonné. Cependant, on a demandé à Qi d'accompagner Xi à Luoyang en 1975, pour s'occuper de lui pendant qu'il faisait encore l'objet d'une enquête.
Un documentaire sur Qi a été réalisé en 2001, détaillant son parcours révolutionnaire, intitulé Loyale et digne de confiance - Qi Xin épouse de Xi Zhongxun ( 忠贞——习仲勋的夫人齐心). Le film met également l'accent sur l'éducation qu'elle a donnée à ses enfants et sur les attentes élevées qu'elle avait à l'égard de leur travail.

## Vie privée
Qi a rencontré Xi Zhongxun en 1943 alors qu'il étudiait au collège du comté de Suide. À l'époque, Xi était encore marié à sa première femme, Hao Mingzhu (郝明珠), avec qui il a eu trois enfants. Le directeur pédagogique de l'Université militaire et politique anti-japonaise écrivit à Xi pour lui présenter Qi Xin, dont il connaissait déjà la sœur et le père. Ils se marièrent au bureau préfectoral du parti dans le comté de Suide le 28 avril 1944. Le couple eut leur premier enfant en 1949, une fille nommée Qiaoqiao (桥桥), suivie d'une autre fille en 1952, An'an (安安), et de deux fils, Jinping et Yuanping (远平). Après la naissance de chacun de ses enfants, Qi restait à la maison le temps que le bébé soit sevré, avant de vite retourner à son travail. Elle rentrait à la maison au maximum une fois par semaine. La famille menait une vie frugale et austère, n'ayant pas de quoi chausser les plus jeunes fils.
Le frère cadet de Qi, Qi Bu (齊步) (également connu sous le nom de Qi Ruixin (齊銳新), décédé en 1987, était vice-secrétaire du parti du China National Gold Group et un haut dirigeant de la branche d'exploration de l'or et des minéraux de la Police armée du peuple. Le président Xi Jinping, le considérait comme « très proche ».
Neveu de Qi et cousin germain de Xi Jinping, fils de Qi Bu, Chai Ming (齊明) fut président de Shenzhen ZTE Zhongxing Keyang Environmental Protection Co., Ltd. et directeur de GQY Video. Chai a attiré l'attention des médias pour avoir joué 39 millions de dollars américains au casino Crown de Melbourne, en Australie, sur une période de 18 mois,.

## Famille
- Xi Zhongxun (mari) (15 octobre 1913 - 24 mai 2002)
  - Qi Qiaoqiao (née le 1er mars 1949)
    - mariée à Zhang Chu
    - Zhang Yannan, (née le 6 novembre 1979) et a une fille Rosamonde Zhang

  - Qi An'an (née en 1952)
    - mariée à Wu Lung

  - Xi Jinping (né le 15 juin 1953)
    - marié et divorcé de Ke Lingling,
    - marié à Peng Liyuan (née le 20 novembre 1962) et a une fille, Xi Mingze (née le 25 juin 1992)

  - Xi Yuanping (né en novembre 1956)[9]

## Écrits
- (zh) Qi 齐, Xin 心, « Xi Zhongsun est lésé depuis seize ans » [« 习仲勋蒙冤十六年 »], Dangjian Wenhui, no 11,‎ 2013, p. 48

- (zh) Qi 齐, Xin 心, « 55 ans de vie commune à travers les épreuves et les difficultés : Xi Zhongxun et moi » [« 我与习仲勋风雨相伴的55年 »], Laorenbao,‎ 14 décembre 2011 (lire en ligne, consulté le 27 avril 2017)